# Can Sallent
|  | Per a altres significats, vegeu «Can Sallent (Sant Llorenç Savall)». |

Can Sallent és una masia d'estructura clàssica al municipi de Castellar del Vallès. Masia esmentada en el 1551. Antoni Joan Sallent, viu el 1562, feu donació, l'any 1562 de l'aigua de la Font de Sant Antoni, a la parròquia. Joan Cellent i Cosidor, era batlle de Castellar en el 1663 i Josep Sallent, el 1781. Pere Sallent, fill d'aquesta casa, fou vicari d'Esparreguera el 1590. Antoni Joan Sallent, mort el 1636, fou beneficiat de Sant Pere de les Puel·les.
En aquest edifici es marca perfectament l'eix de simetria i la presència dels tres cossos o crugies centrals i laterals, típiques d'aquesta tipologia. A la teulada, i sobre de la crugia lateral dreta, s'observa l'adossament d'un cos en forma de torre, de planta quadrada i de poca alçada, amb obertures en els seus quatre cantons. També una petita construcció, de caràcter molt senzill, es troba a continuació i adossada en el mur lateral dret, amb funcions utilitàries.
El frontis presenta una acurada distribució d'elements que fa pressuposar un posterior embelliment de la façana. Una finestra goticitzant, emmarcada en la seva part superior per un arc conopial i ampit, assenyala les habitacions més importants de la segona planta. Les dues finestres que la flanquegen són també cobertes amb arc conopial, però de menor significació. Sota teulat hi ha una porxada de tres obertures.
Acomodant-se en el desnivell que la teulada marca en el frontis, hi ha dues finestres situades en la part corresponent a les crugies laterals dreta i esquerra, proporcionant llum a les cambres situades a la tercera planta. El ràfec, d'escassa sortida, està completament decorat per teules i cairons d'acord amb una harmònica disposició. El carener és perpendicular a la façana.